# Anchusa thessala
Anchusa thessala är en strävbladig växtart som beskrevs av Pierre Edmond Boissier och Spruner. Anchusa thessala ingår i släktet oxtungor, och familjen strävbladiga växter. Inga underarter finns listade i Catalogue of Life.